# Brezje pri Vinjem Vrhu
Brezje pri Vinjem Vrhu – wieś w Słowenii, w gminie Semič. W 2018 roku liczyła 11 mieszkańców.